# Esperantohuis Antwerpen
In het Esperantohuis van Antwerpen bevindt zich de zetel van de Vlaamse Esperantobond met kantoor, uitgeverij, boekendienst en een kleine bibliotheek. In het pand houdt de club "La Verda Stelo" haar wekelijkse bijeenkomsten en worden lezingen gehouden, meestal in het Esperanto. De uitgeverij van de Vlaamse Esperantobond laat de tijdschriften Horizontaal (lees Horizon-Taal) en Monato verschijnen, naast andere publicaties, vooral in voornoemde internationale hulptaal.
Het grootste deel van de bibliotheek van de Vlaamse Esperantobond werd om praktische redenen in 2016 overgedragen aan Erfgoedbibliotheek Hendrik Conscience waar ze thans deel uitmaakt van de deelcollectie Esperanto. De geschonken werken worden er geleidelijk aan gecatalogiseerd sinds september 2016. Het geheel van de publicaties i.v.m. Esperanto die in Antwerpen consulteerbaar zijn, geeft een goed beeld van de bestaande Esperantoliteratuur, zowel fictie als non-fictie, zowel in vertaling als originele werken. Uiteraard komt de taalproblematiek in 't algemeen ruim aan bod, naast leerboeken, grammatica's, woordenboeken, esperantologie en interlinguïstiek.

## Enkele beelden: verleden en heden

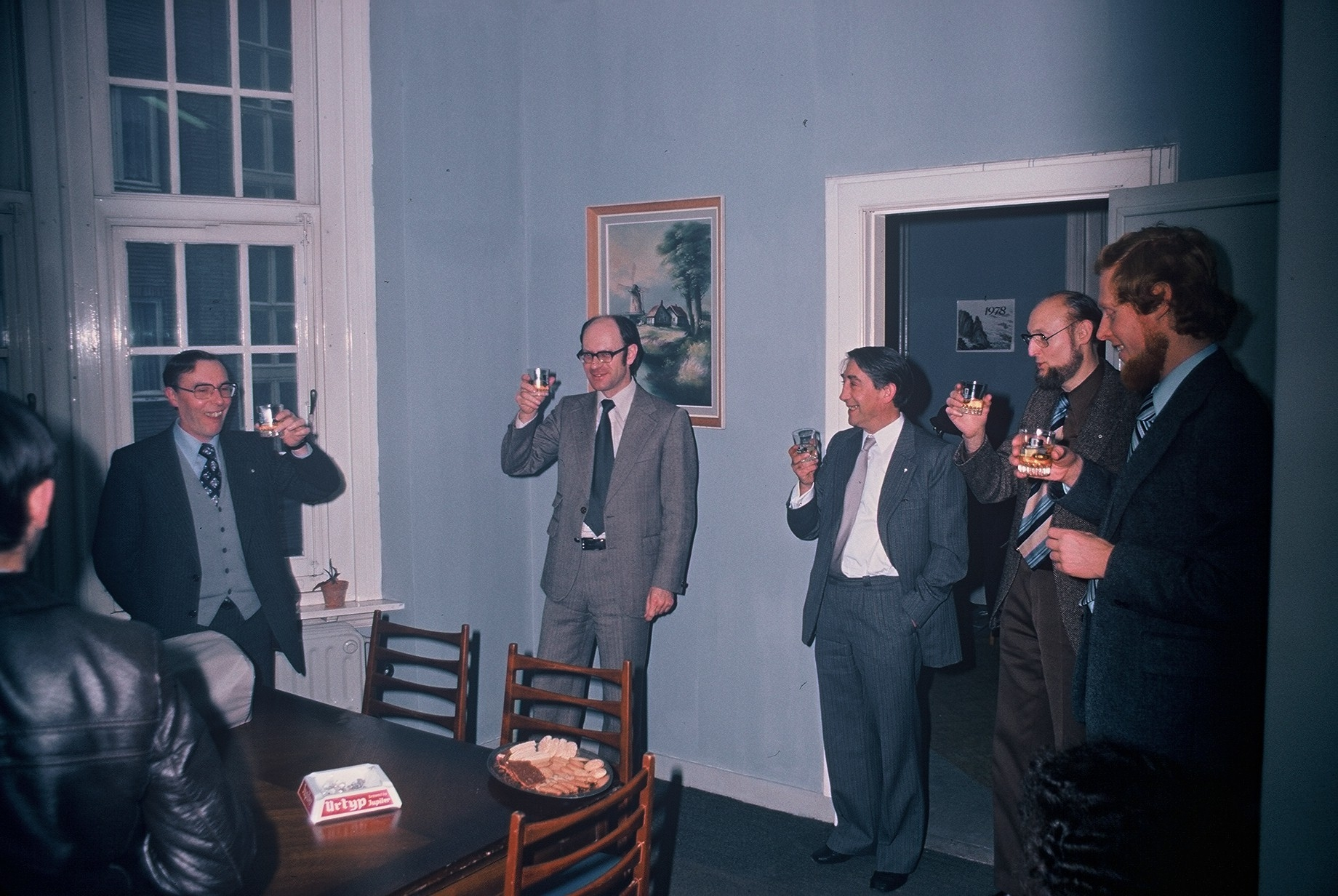
Receptie n.a.v. het oprichten van het Esperanto-Centrum, Arsenaalstraat 5, in 1977.
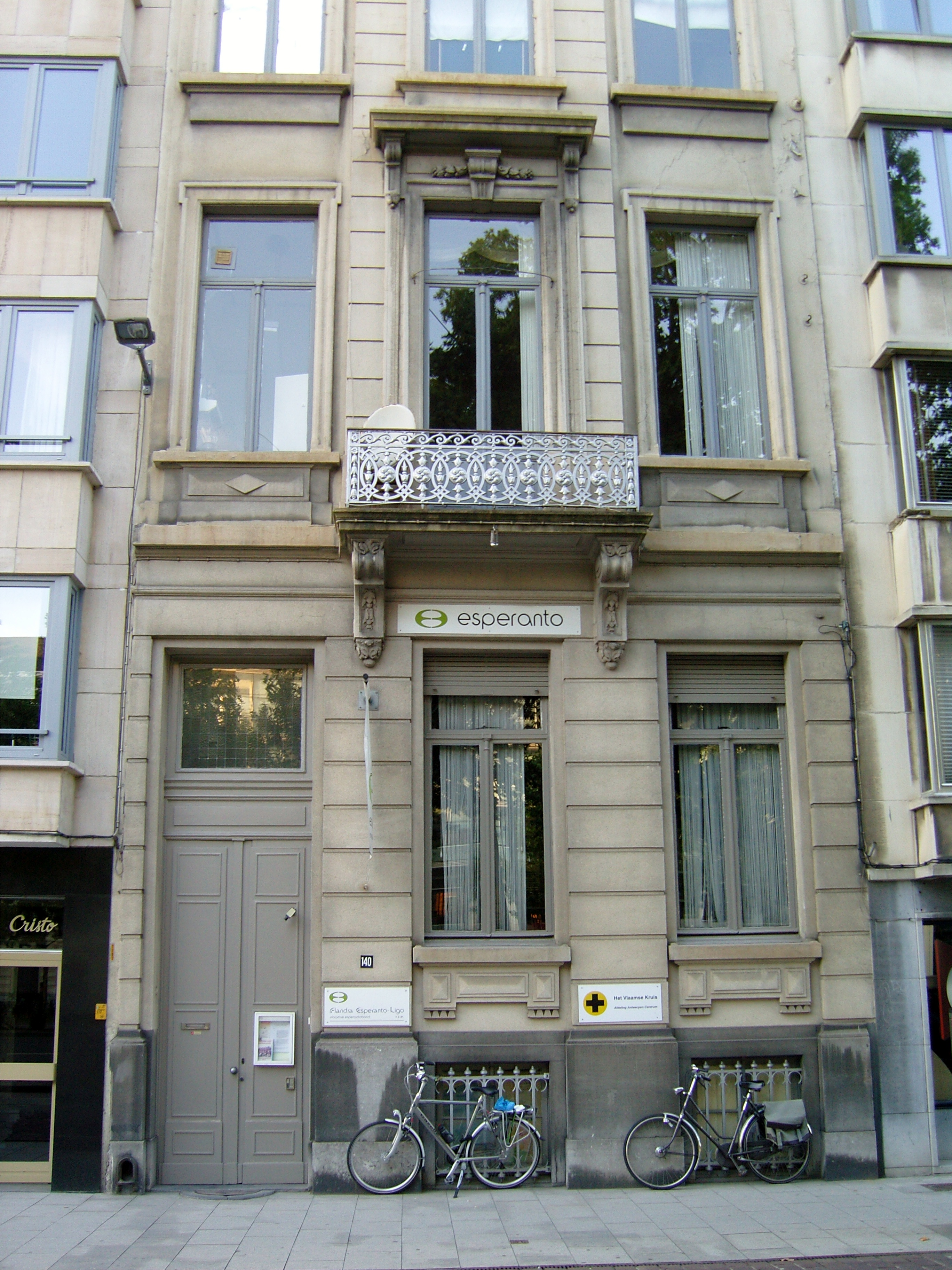
Het vroegere Esperanto-huis, Frankrijklei 140, Antwerpen (1981-2016).
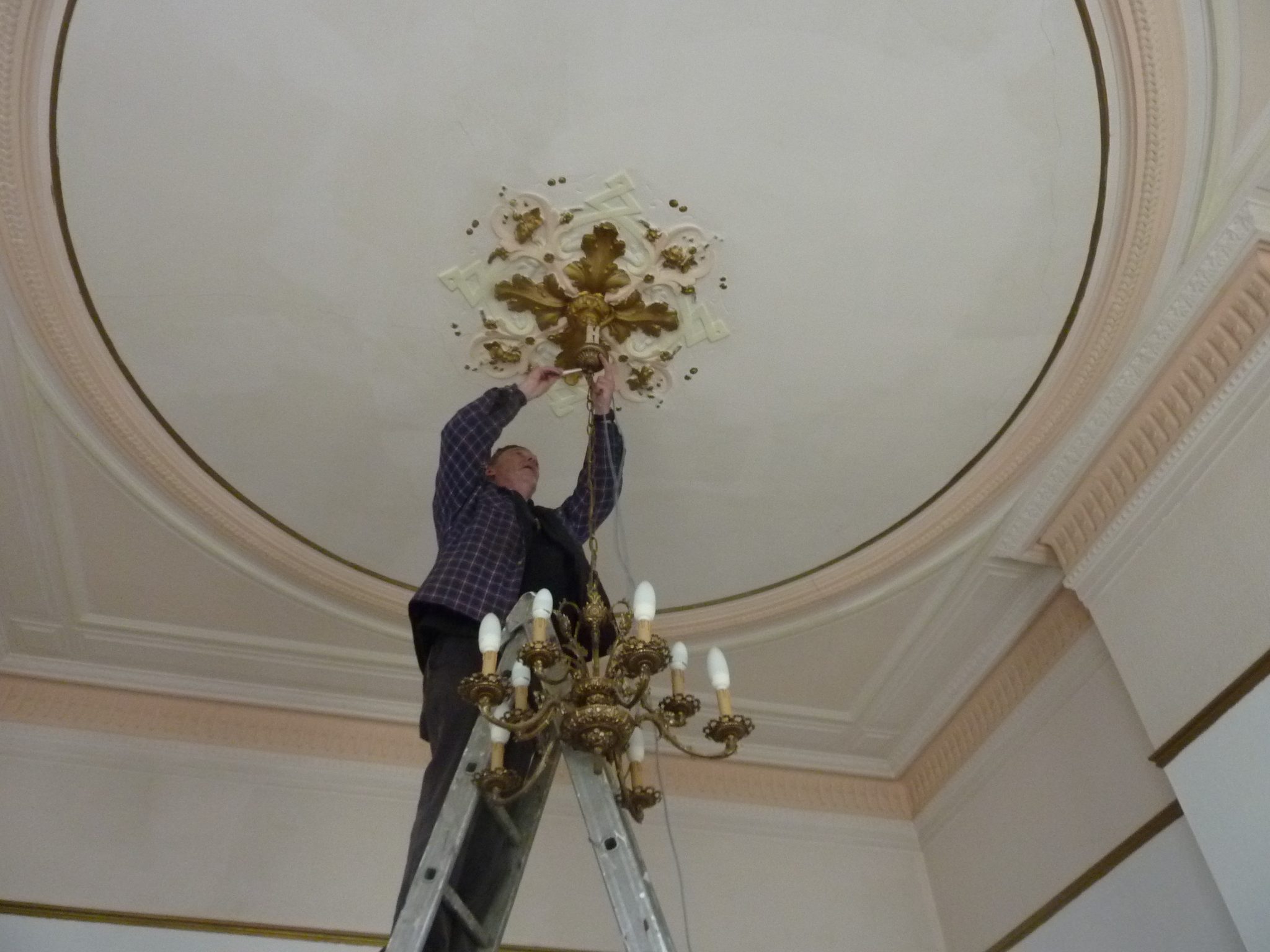
De laatste act in het voormalig Esperanto-huis, december 2016.
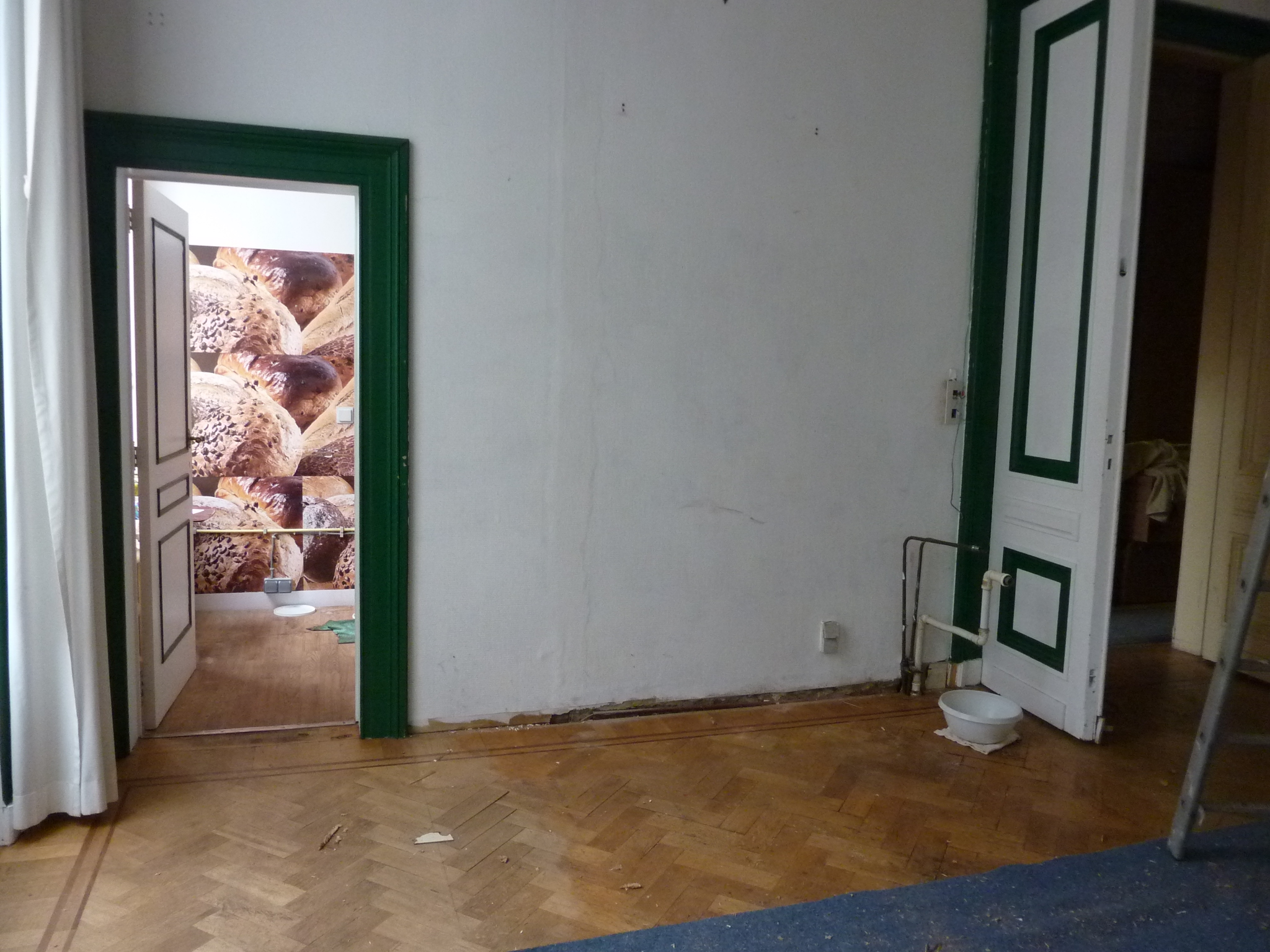
Het oude huis bleef leeg achter, december 2016.
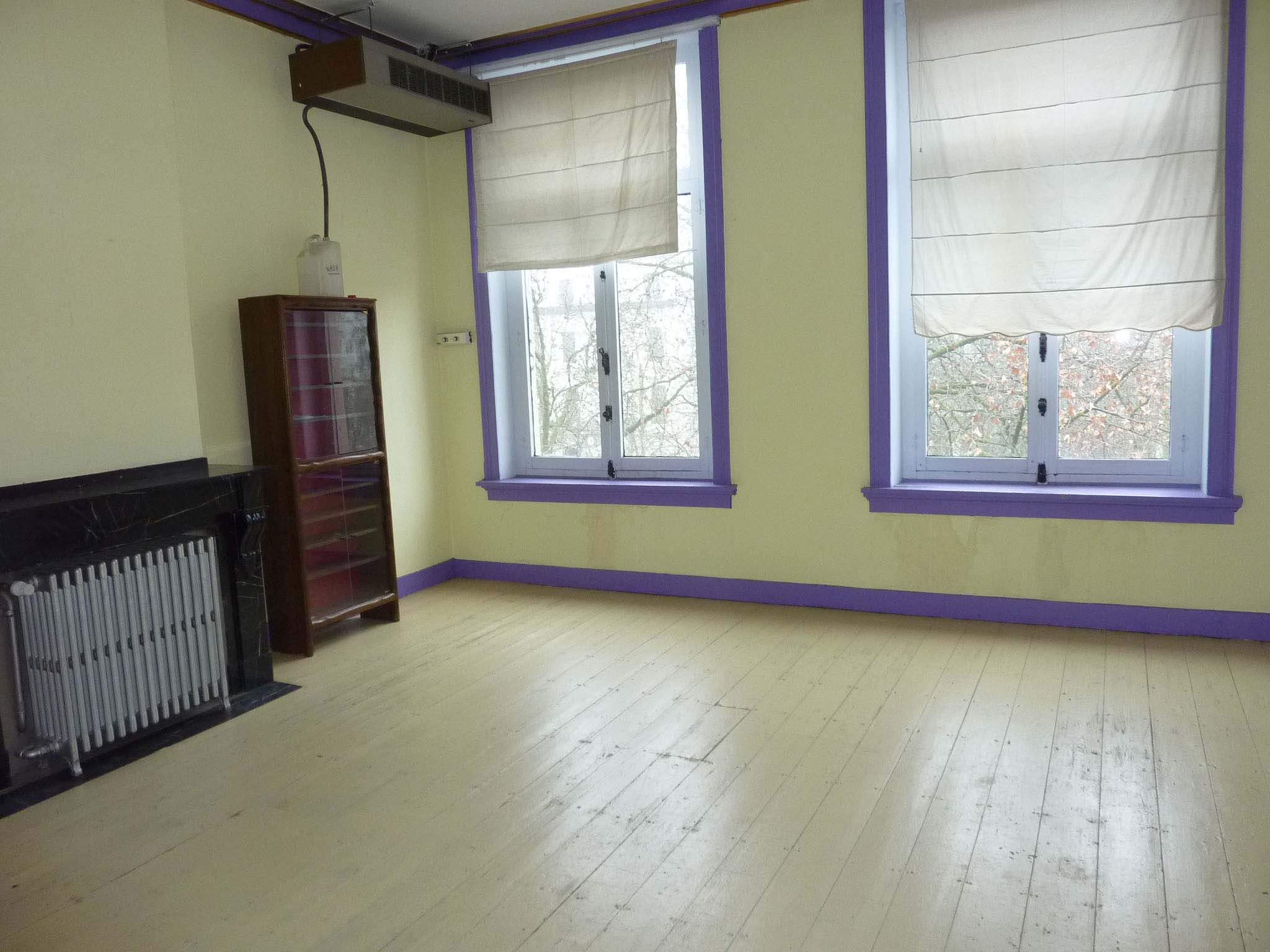
Hier bevond zich de bibliotheek, december 2016.
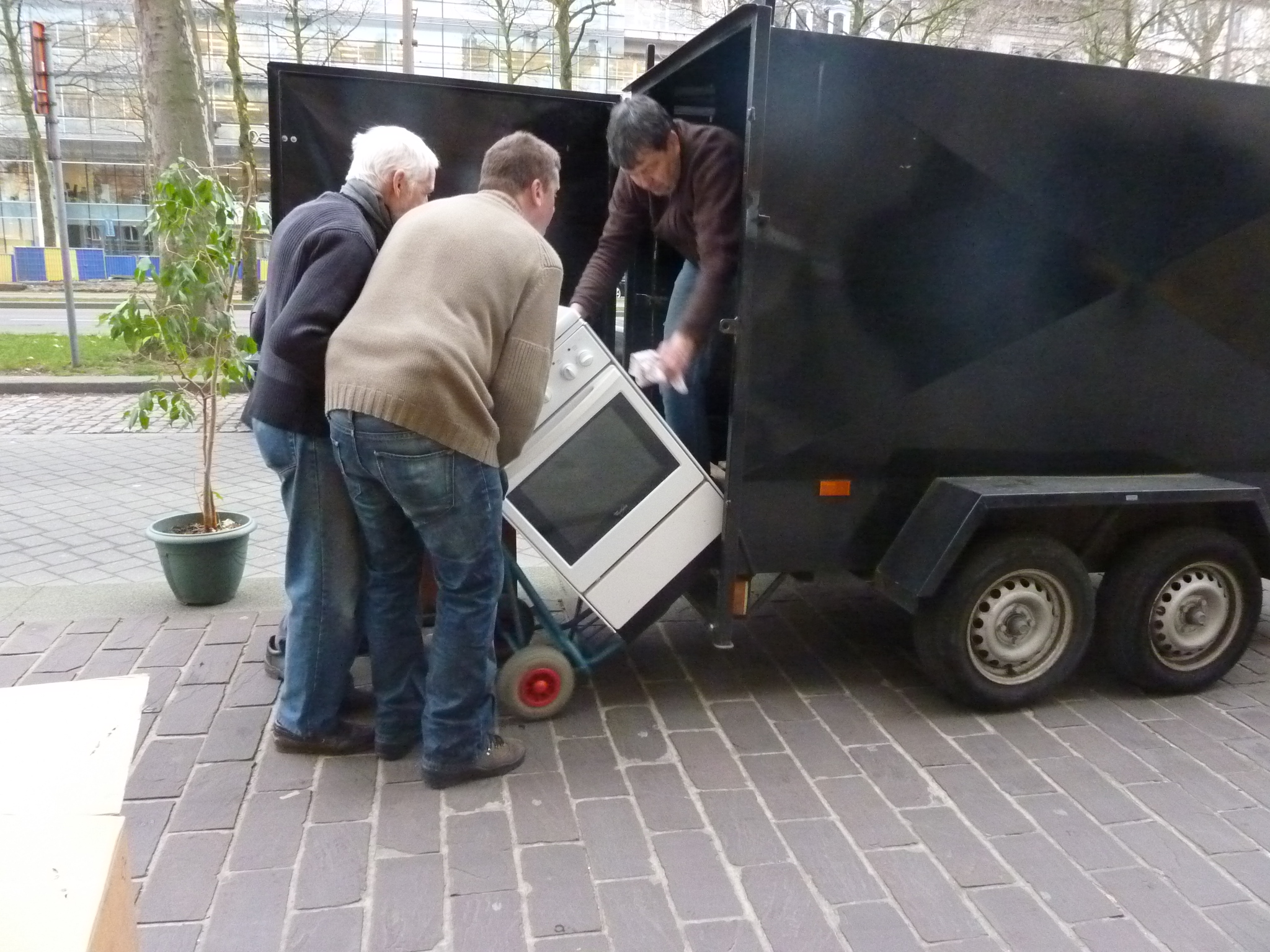
Verhuisactiviteit, december 2016
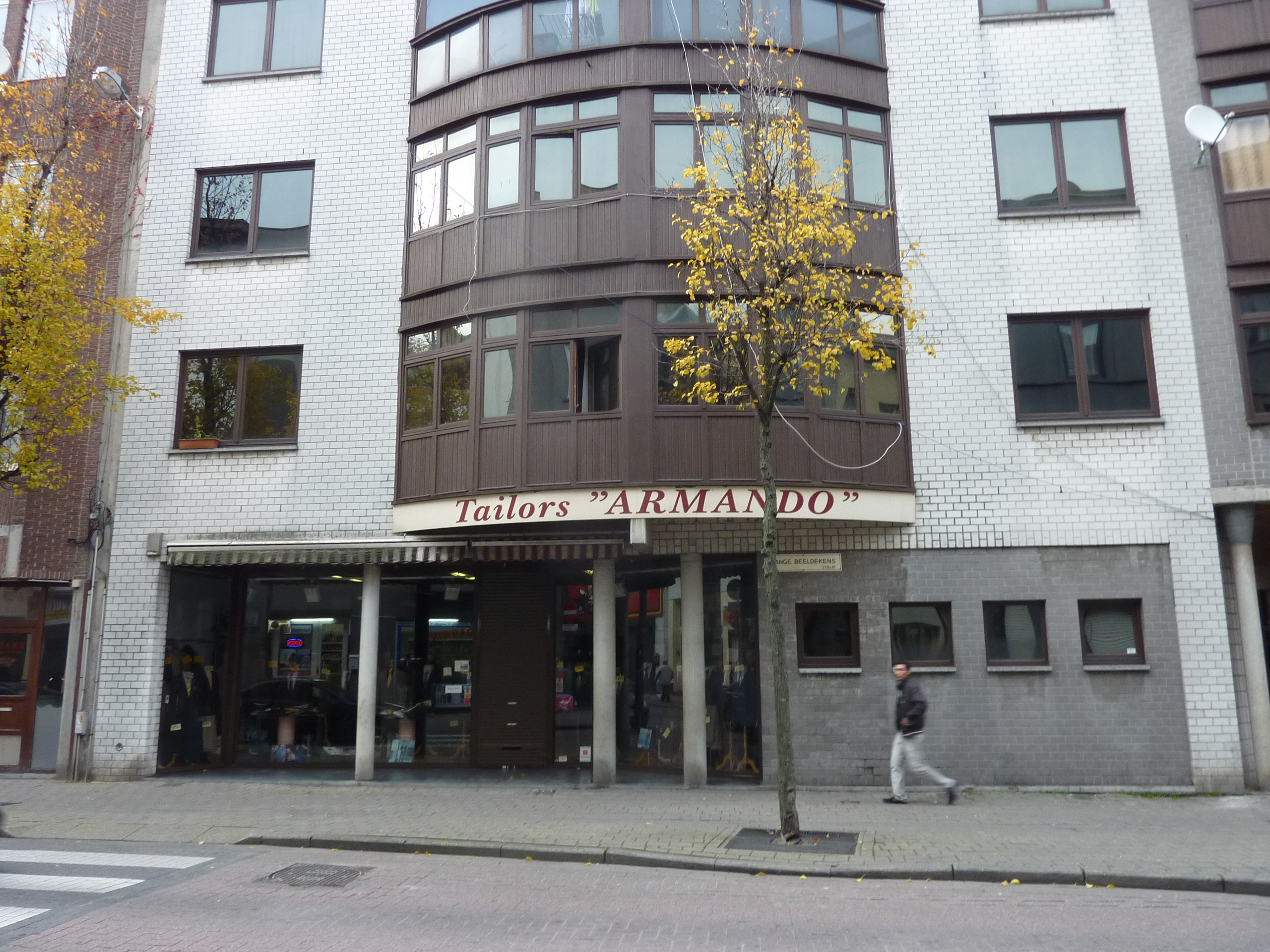
Het nieuwe Esperantohuis was voorheen
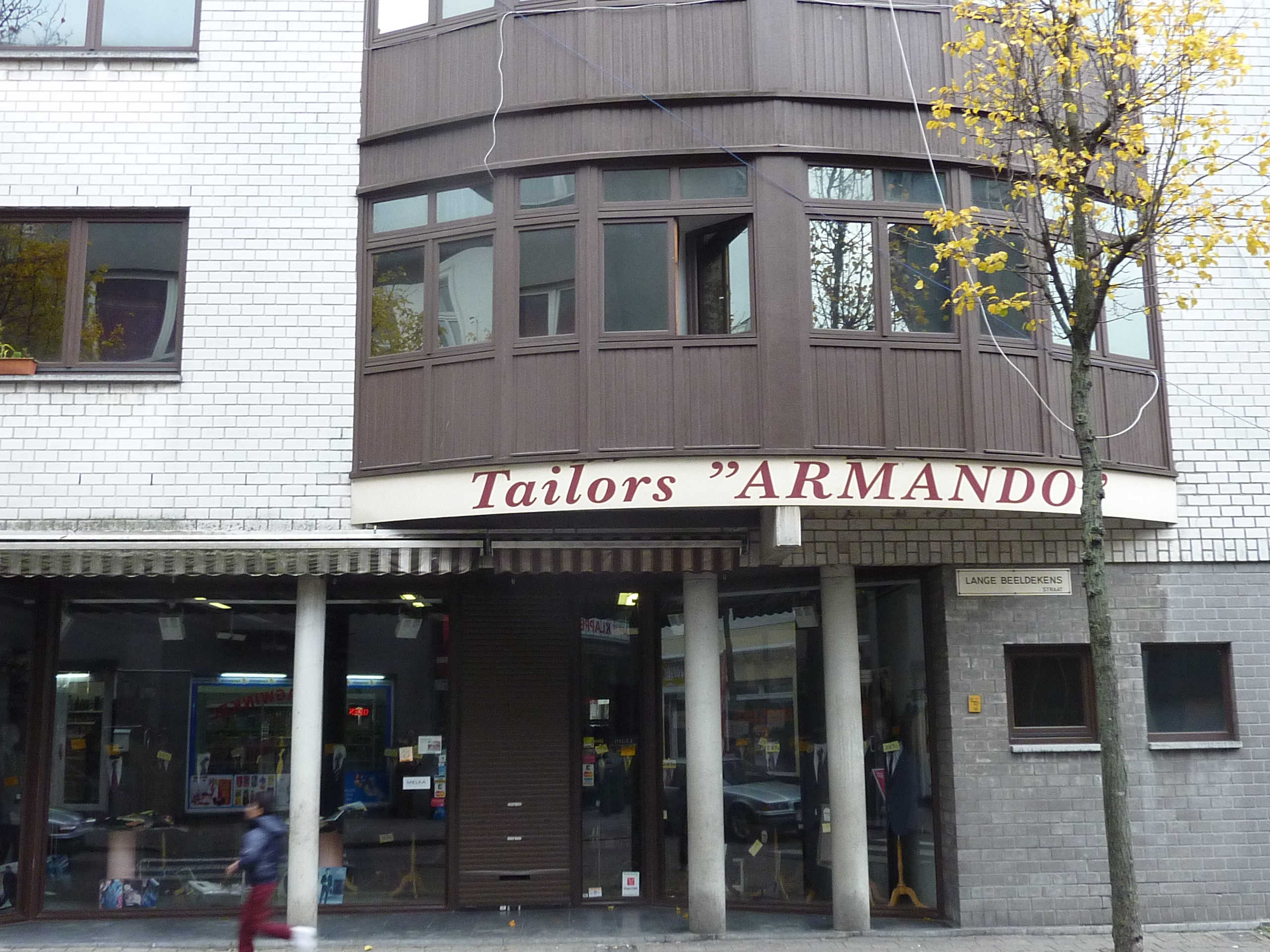
...een kledingszaak.
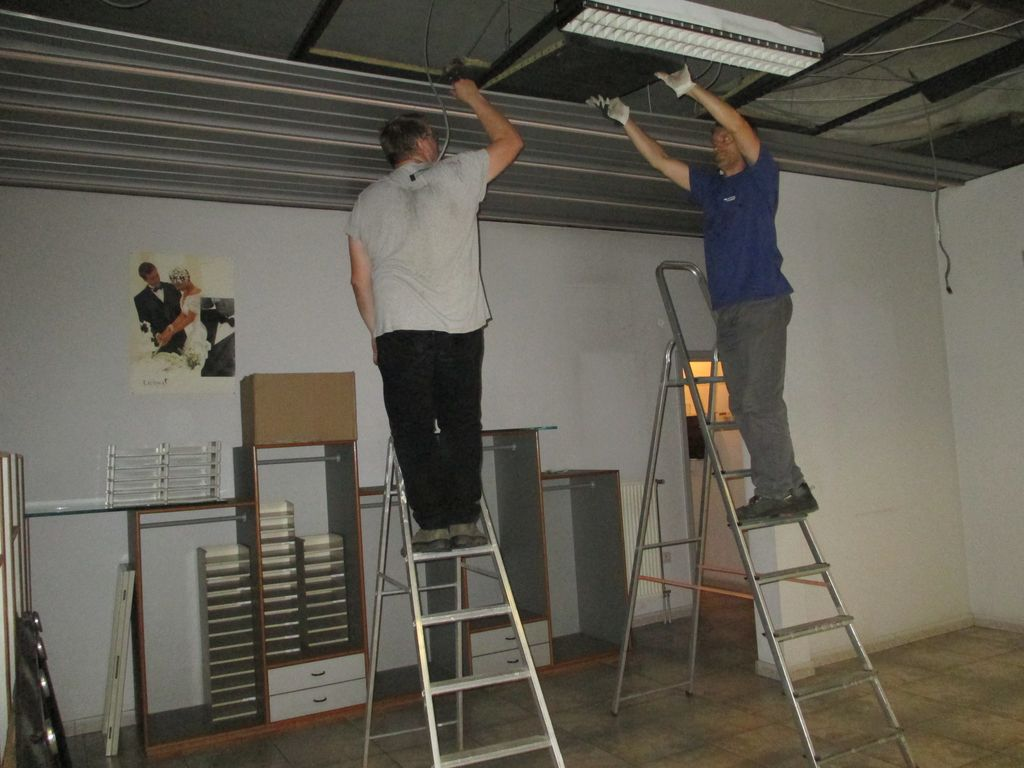
Voorbereidingswerken in het nieuwe Esperanto-huis, zomer 2016.
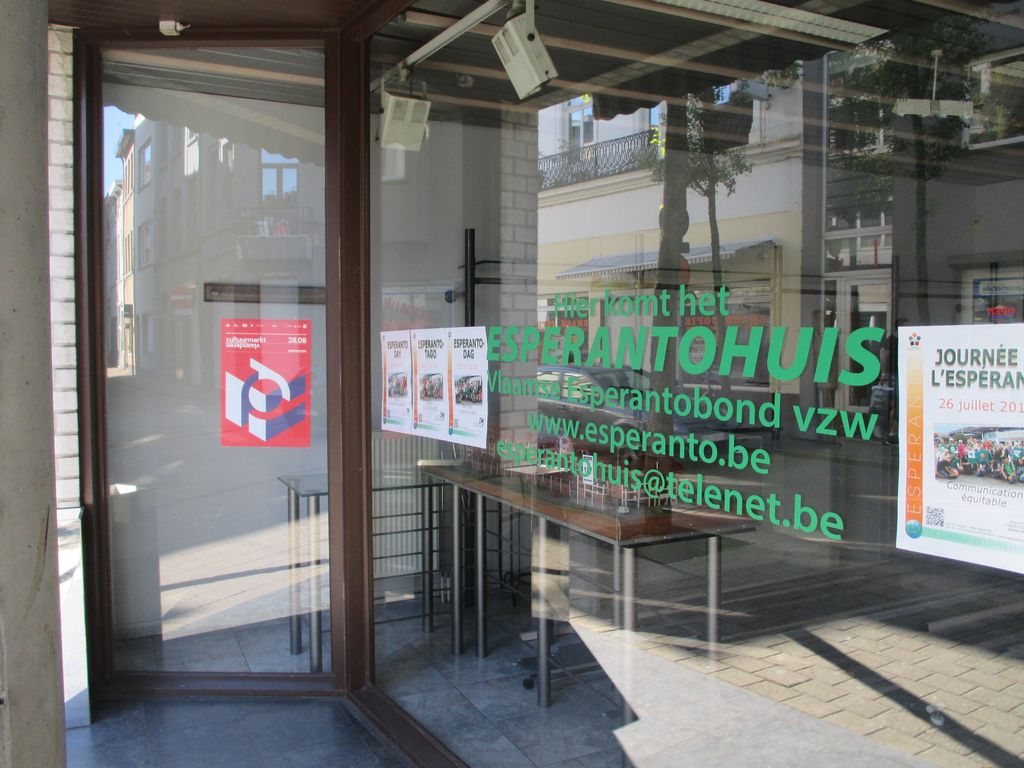
Esperantohuis, Lange Beeldekensstraat 169, sinds het jaar 2017.